# تپه دیور گوجر (سرخلج)
تپه دیور گوجر (سرخلج) مربوط به دوره اشکانیان - دوره سلجوقیان است و در شهرستان کنگاور، بخش مرکزی، روستای سرخلج واقع شده و این اثر در تاریخ ۳۰ تیر ۱۳۸۴ با شمارهٔ ثبت ۱۲۱۵۸ به‌عنوان یکی از آثار ملی ایران به ثبت رسیده است.